# 生命の樹 (旧約聖書)

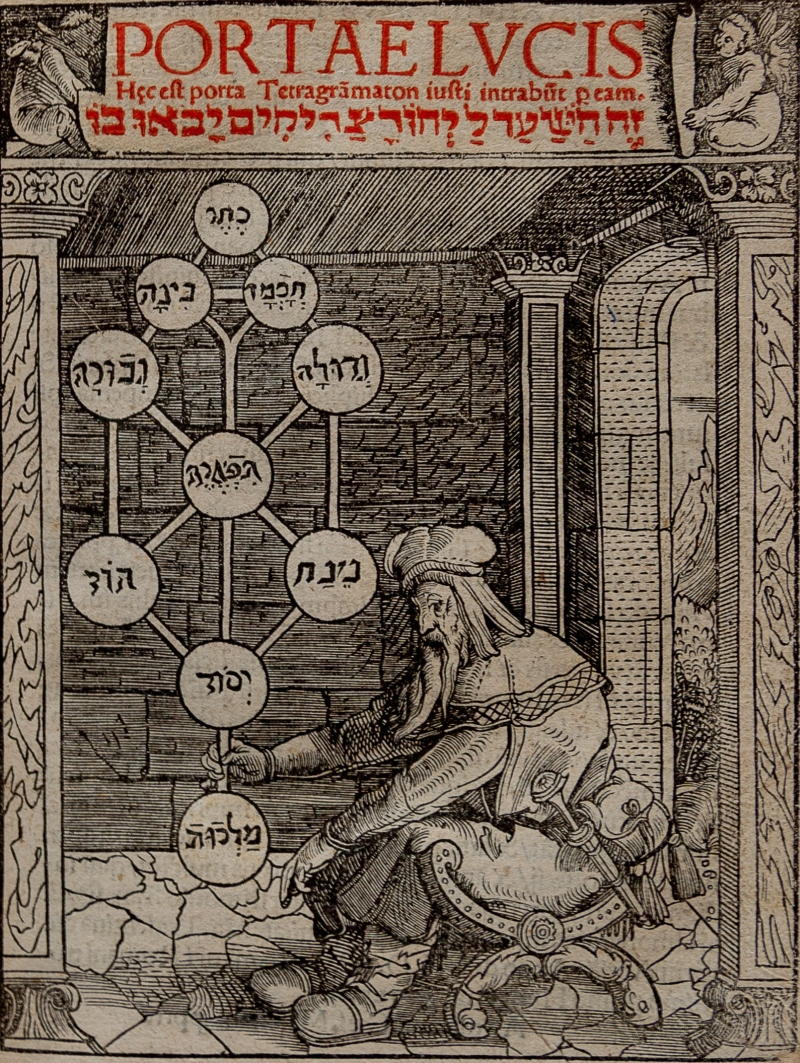
ギカティラ著 リキウス訳書に描かれたセフィロト

生命の樹（せいめいのき、英語: Tree of Life）は、旧約聖書の創世記（2章9節以降）にエデンの園の中央に植えられた木。命の木とも訳される。生命の樹の実を食べると、永遠の命を得るとされる。
旧約聖書において神がアダムとエバをエデンの園から追放した理由は、知恵の樹の実を食べた人間が、生命の樹の実までも食べて永遠に生きる事がないようにするためであったとされる。
ユダヤ教の神秘思想、カバラでは神による天地創造の象徴を10の円と22の直線で図式化した。その図はセフィロト（ヘブライ語: ספירות、英語: Sefirot、Sephirothic Tree）もしくは生命の樹（英語: Tree of Life）と呼ばれた。

## 旧約聖書創世記における「命の木」
- 聖書協会共同訳聖書創世記2章9節
神である主は、見るからに好ましく、食べるのに良さそうなあらゆる木を地から生えさせ、園の中央には、命の木と善悪の知識の木を生えさせた。
- 新共同訳聖書創世記2章9節
主なる神は、見るからに好ましく、食べるに良いものをもたらすあらゆる木を地に生えいでさせ、また園の中央には、命の木と善悪の知識の木を生えいでさせられた。
- 口語訳聖書創世記2章9節
また主なる神は、見て美しく、食べるに良いすべての木を土からはえさせ、更に園の中央に命の木と、善悪を知る木とをはえさせられた。

- 聖書協会共同訳聖書創世記3章22節
神である主は言われた。「人は我々の一人のように善悪を知る者となった。さあ、彼が手を伸ばし、また命の木から取って食べ、永遠に生きることがないようにしよう。」
- 新共同訳聖書創世記3章22節
主なる神は言われた。「人は我々の一人のように、善悪を知る者となった。今は、手を伸ばして命の木からも取って食べ、永遠に生きる者となるおそれがある。」
- 口語訳聖書創世記3章22節
主なる神は言われた、「見よ、人はわれわれのひとりのようになり、善悪を知るものとなった。彼は手を伸べ、命の木からも取って食べ、永久に生きるかも知れない」。

- 聖書協会共同訳聖書創世記3章24節
神は人を追放し、命の木に至る道を守るため、エデンの園の東にケルビムときらめく剣の炎を置かれた。
- 新共同訳聖書創世記3章24節
こうしてアダムを追放し、命の木に至る道を守るために、エデンの園の東にケルビムと、きらめく剣の炎を置かれた。
- 口語訳聖書創世記3章24節
神は人を追い出し、エデンの園の東に、ケルビムと、回る炎のつるぎとを置いて、命の木の道を守らせられた[4]。

## セフィロト

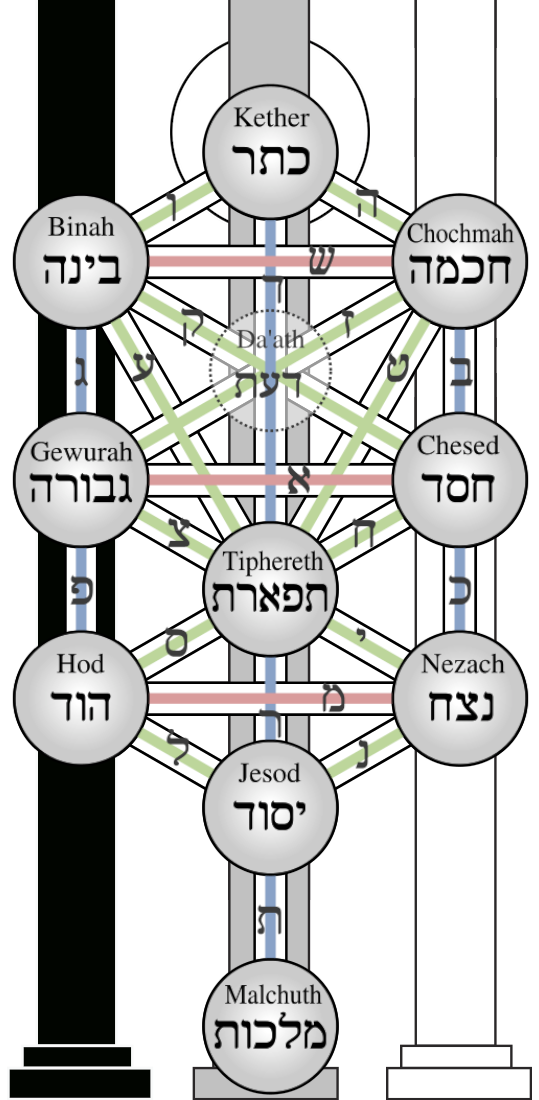
図式化したセフィロトの樹

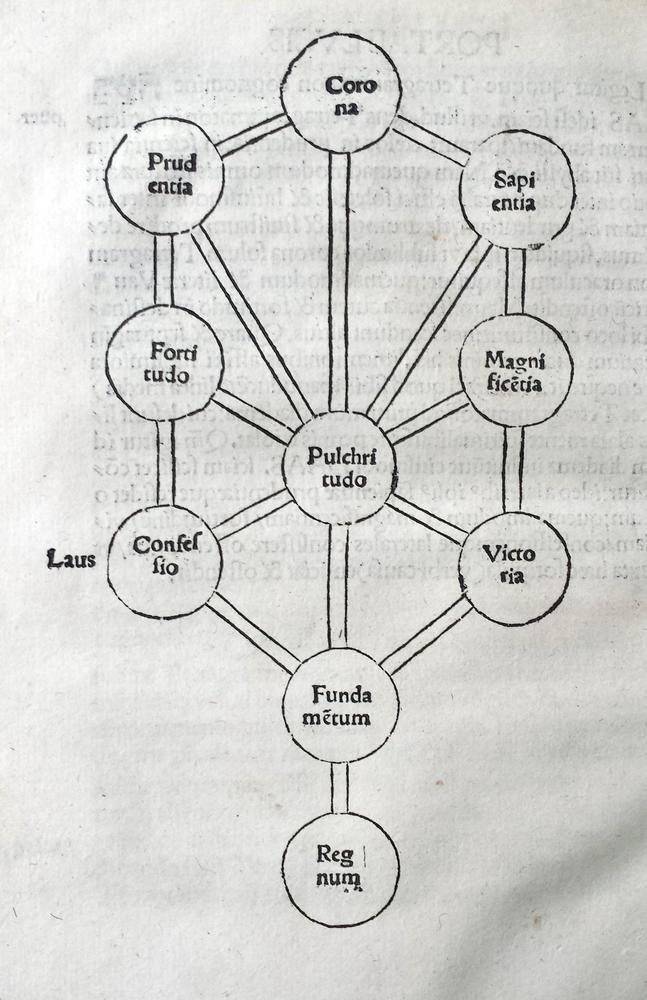
リキウスのセフィロト

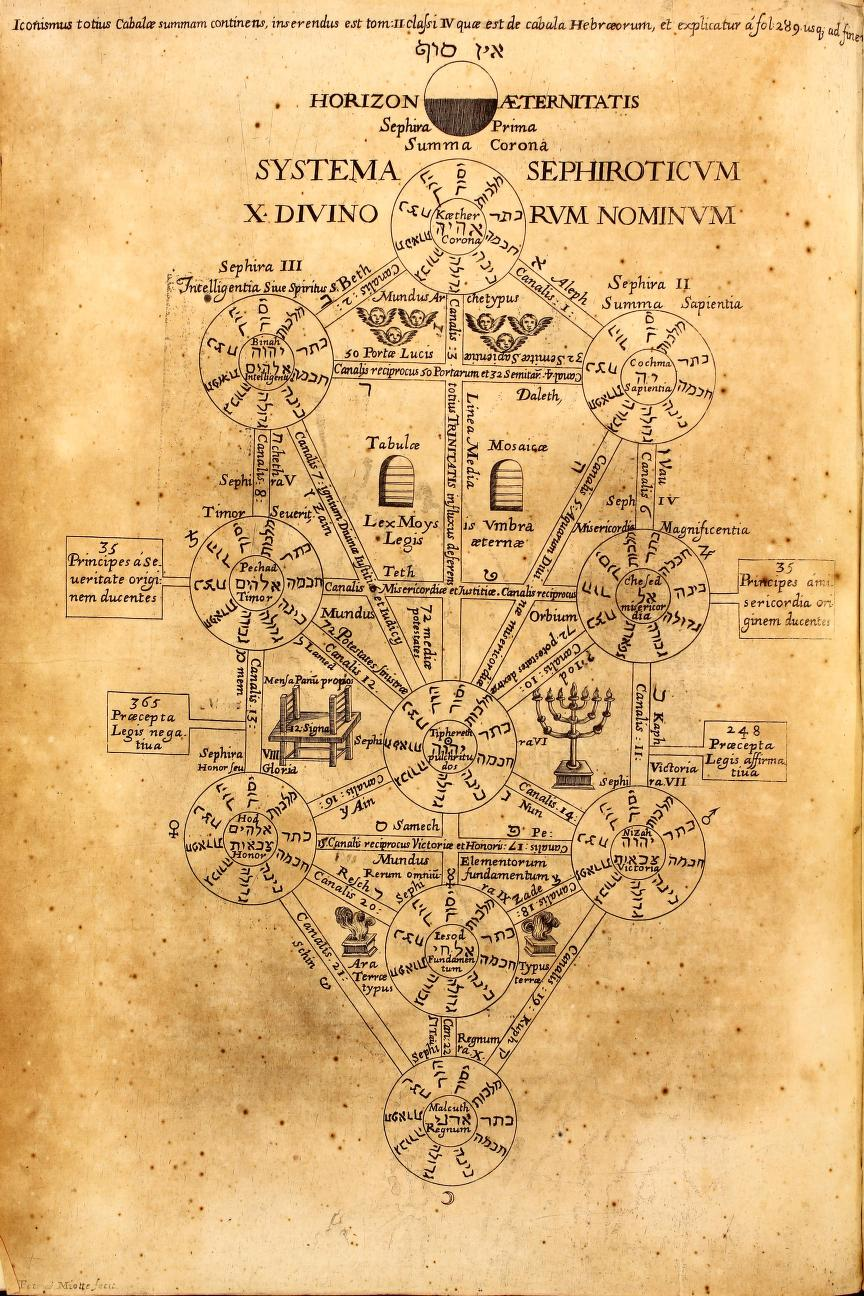
キルヒャーのセフィロト

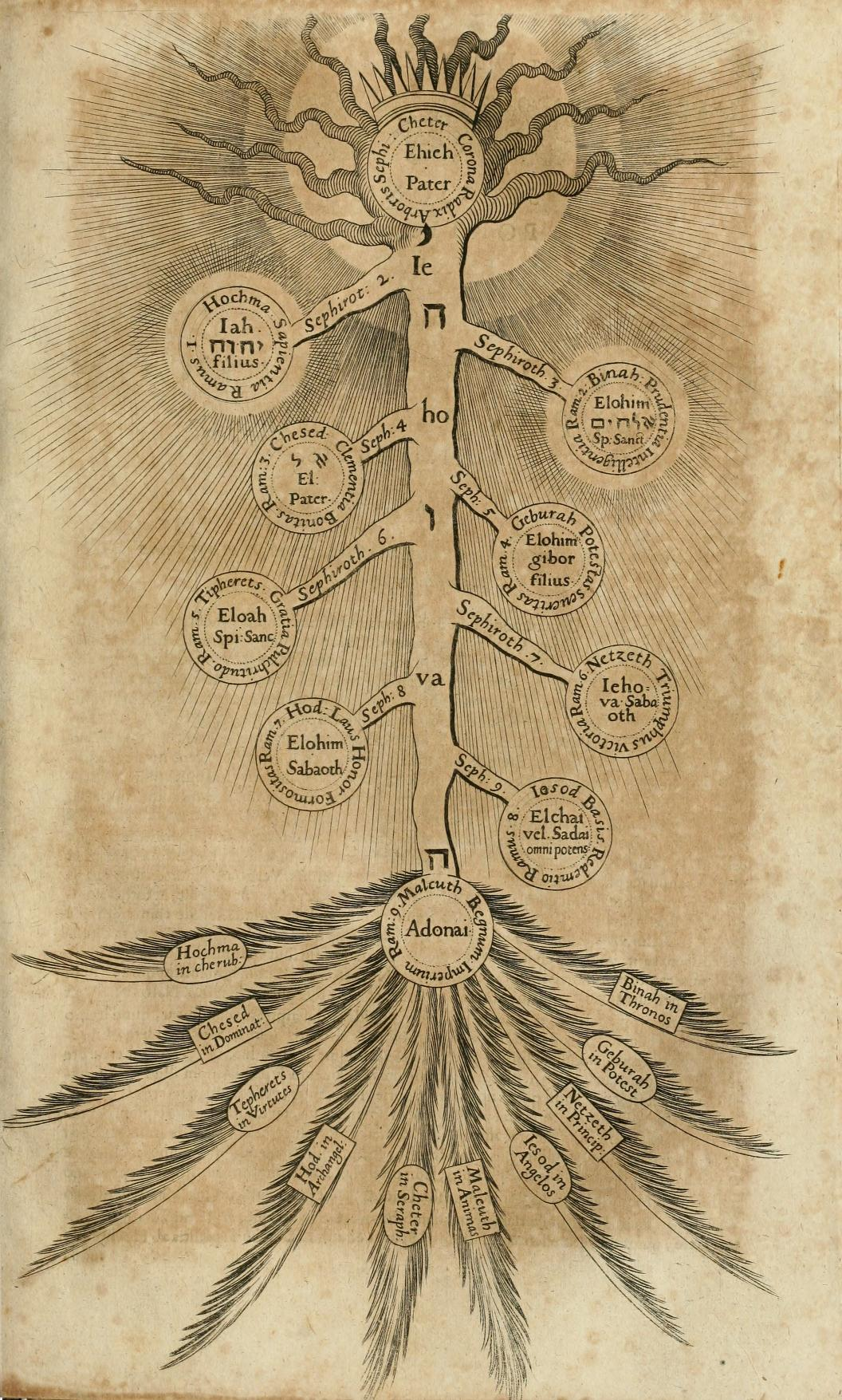
フラッドのセフィロト

セフィロト（ヘブライ語: ספירות、英語: Sefirot）は、ユダヤ教の神秘思想カバラにおいて、10個のセフィラと22個の小径（パス）により図式化された世界創世の象徴。2世紀の教典『形成の書』によって述べられた世界の創造が、13世紀の文献『ゾーハル』において象徴化され、ヨゼフ・ギカティラなどのカバリストたちによって研究された。
近代以降の西洋魔術、特に黄金の夜明け団などではタロットカードと結びつけて研究が行われた。セフィロトの成り立ちはユダヤ教の生命の樹とは異なるものであるが、この二つを同一のものとみなす考えも存在する。

## 歴史

### 形成の書
セフィロトとは「数える」を意味するヘブライ語「セフィラ」（英語: Sefirah、ヘブライ語: ספירה）から派生した言葉で、2～6世紀ころに成立したとされる『形成の書』で初めて使用された。形成の書には10のセフィロトと22のヘブライ文字を用いて神が宇宙を創造したことが書かれている。
『形成の書』に記された無形の10のセフィロトは次のとおりである。始まりの深さ、終わりの深さ、善の深さ、悪の深さ、高位の深さ、深淵の深さ、東の深さ、西の深さ、北の深さ、南の深さ。

それらは稲妻のような外見をしており、無限なるもの（エン・ソフ）であるとされている。

### エン・ソフ
ユダヤ教の神秘主義カバラでは、現実世界の全てを生み出した "隠れたる神" の別名を "無限なるもの" と言う意味で、ヘブライ語で無限を意味するエン・ソフ（アイン・ソフ、Ein Sof、אינסוף）と呼んだ。
13世紀スペインのカバリスト、アズリール・ソロモンは、世界の創造とはエン・ソフの流出（アツィルト、Atziluth、עולם האצילות）によるものだと考えた。この流出におけるエン・ソフと物質世界の中間がセフィロトであり、第一のセフィラはエン・ソフの潜在的な形である。第二のセフィラは流出して知的世界の基礎を形成し、他のセフィロトはそれぞれ流出して、道徳・物質・自然界を形成した。また、10のセフィロトは次の3つのグループに分類される。
- 思想界における三つの最高の形成
- 霊魂における三つの領域
- 有形なるものの四つの世界

### ゾーハル
13世紀のユダヤ教のラビ、モーシェ・デ・レオンによって書かれた『ゾーハル』は、1280年代のスペインで発見された。このゾーハルのなかで、セフィロトは世界を象徴する概念として説明された。ヨゼフ・ギカティラはゾーハルに述べられたカバラの象徴的体系を研究し、『光の門』(Sha'arei Orah)としてゾーハル発見の数年後に出版した。この研究書は1516年にパウルス・リキウス（Paulus Riccius）により一部がラテン語訳され『光の門：義人が入るテトラグラマトンの門』(Portae lucis: Hecet porta Tetragrammaton iusti intrabunt per eam)としてドイツで出版された。このリキウスの訳書の表紙にはレオンハルト・ベックの木版画によるセフィロトが描かれている。
『ゾーハル』にはエン・ソフについて次のように記されている。「第一の世界は人間の存在する物質世界、第二の世界は "高位の世界" と呼ばれる天上の世界、第三の世界は隠された深遠な不可知の世界である」「神の思惟は人間には想像しえない。神の思惟の内、我々が知り得る限りのものがエン・ソフであるが、その痕跡は発見できない。エン・ソフから下降する光は、針穴の光のように感じにくいものである」
当時のカバリストたちはエン・ソフについて次のように考えた。「神秘によって隠された感知しえない領域、それがエン・ソフの世界であり、神それ自身の存在の場である」「第二の世界は "分離の世界" であり、エン・ソフの世界と密接な関係を保っており、なおかつ現実世界とも対応している」「不可知の世界から "分離の世界" が形成されるとき、10の特質が識別可能となった。これがセフィロトであり、セフィロトは神と宇宙の中間に存在する」

### オウル・エン・ソフ
16世紀のカバリスト、アイザック・ルリアの思想は彼の弟子ハイム・ヴィタルによって著書『生命の樹』として1573年に発表された。
この著書の中ではエン・ソフの世界を満たす無限の光（オウル・エン・ソフ、אור אין סוף、Or Ein Sof）について、次のように記されている。「創造前は全てが無限の光によって満たされていた」「その光は無限に収縮し、それによって何もない空間が現れ、そして無限の光から一筋の光線が出現した」「その神の光線は創造された三つの器、王冠、知恵、理解に亀裂を生じ、さらに下位の七つの器も破壊された」

この出来事は器の破壊と呼ばれ、この時に288個の神聖な火花が発生したとされている。

### 四つの世界
非ユダヤ人によるヘルメティックカバラでは、セフィロトは次に示す顕現の四つの世界（The Four Worlds）と接点を持つとされている。
- アツィルト（Atziluth、אצילות）元型界、流出界、神界
- ブリアー （Beri'ah、בריאה）創造界、座天使界、コルシア（Korsia、כורסה）
- イェツィラー（Yetzirah、יצירה） 形成界、天使界
- アッシャー（Assiah、עשייה）活動界、物質界

アレイスター・クロウリーの説では、10のセフィラは四つの世界でそれぞれ異なる色彩を帯びる。例えば、第2セフィラのコクマーはアツィルト界で青色、ブリアー界で灰色、イェツィラー界で虹色、アッシャー界で赤青黄の斑色といった具合である。
イギリスの神秘家、ダイアン・フォーチュンによるとセフィロトはそれぞれ、アツィルト界では「十の神聖なる神名」、ブリアー界では「十の強大な天使」、イェツィラー界では「天使の大群」、アッシャー界では「十の宇宙チャクラ」を通して顕現する。なお、彼女によるとアッシャー界は厳密には物質世界ではなく、物質の背後を構成する「低次アストラル界」と「エーテル界」であるとされる。

### アイン・ソフ・オウル
ヘルメティックカバラにおける顕現の四つの世界の背後には未顕現、つまり非存在の三つの次元が存在する。この最初の次元がアイン（無）、第二がアイン・ソフ（無限）、第三の次元がアイン・ソフ・オウル（無限の光）である。非存在の様態は言葉によって表すことは不可能であることから、この三者は超越的実在がヴェールによって隠された「非存在のヴェール」とも呼ばれる。アイン・ソフ・オウルが一点に集中したものが、第一のセフィラ、ケテルである。
アイン・ソフ・オウル（Ain Soph Aur、אין סוף אור）はヘルメティックカバラにおいてはイディッシュ語の訳による「無限の光」という意味で使われているが、ヘブライ語では「光に終わりは無い」という意味になる。

## 構成

### 三種の無（アイン）
- アイン（Ain）は「無」と訳され、0と表記される。
- アイン・ソフ（Ain Soph）は「無限」と訳され、00と表記される。
- アイン・ソフ・オウル（Ain Soph Aur）は「無限光」と訳され、000と表記される。

アインからアイン・ソフが生じ、アイン・ソフからアイン・ソフ・オウルが生じた。アイン・ソフ・オウルから後述のケテルが流出した。

### 十個の球体（セフィラ）
右図の天頂の白丸のセフィラ（ケテル）から右下の灰色丸（コクマー）、左の黒丸（ビナー）、右下の青丸（ケセド）、左の赤丸（ゲブラー）、右下の黄丸（全体の中央でティフェレト）、右下の緑丸（ネツァク）、左の橙丸（ホド）、右下の紫丸（イェソド）を経て、いわゆる、ジグザグに進み、最終の虹色丸（マルクト）のセフィラへと至る。なお、第3から第4のセフィラの間に隠されたダアト（右図では点線丸）というセフィラがある。
ケテル（Keter、王冠と訳される）
第1のセフィラ。思考や創造を司る。数字は1、色は白、宝石はダイアモンドを象徴する。惑星は海王星を象徴し、王の横顔で表される。神名はエヘイエー。守護天使はメタトロン。同時に最後の剣として称されるマルクトと通じ合っている。
コクマー（Chokhmah、知恵と訳される）
第2のセフィラ。数字は2、色は灰色、宝石はトルコ石を象徴する。惑星は天王星を象徴し、至高の父と呼ばれ、男性原理を象徴する。神名はヨッド。守護天使はラツィエル。
ビナー（Binah、理解と訳される）
第3のセフィラ。数字は3、色は黒、宝石は真珠、金属は鉛、惑星は土星を象徴する。至高の母と呼ばれ、女性原理を象徴する。成熟した女性で表される。神名はエロヒム。守護天使はザフキエル。
ケセド（Chesed、慈悲と訳される）
第4のセフィラ。ケセドはゲドゥラーとも呼ばれる。数字は4、色は青、金属は錫、図形は正四面体、宝石はサファイア、惑星は木星を象徴する。王座に座った王で表される。神名はエル。守護天使はザドキエル。
ゲブラー（Gevurah、峻厳と訳される）
第5のセフィラ。数字は5、色は赤、図形は五角形、金属は鉄、宝石はルビー、惑星は火星を象徴する。天空の外科医と呼ばれることもある。神名はエロヒム・ギボール。守護天使はカマエル。
ティファレト（Tiphereth、美と訳される）
第6のセフィラ。生命の樹の中心に位置している。数字は6、色は黄、金属は金、惑星は太陽（太陽も惑星と見なす）を象徴する。神名はエロハ。守護天使はミカエル。
ネツァク（Netzach、勝利と訳される）
第7のセフィラ。数字は7、色は緑、金属は銅、宝石はエメラルド、惑星は金星を象徴する。全裸の女性で表される。神名はアドナイ・ツァバオト。守護天使はハニエル。
ホド（Hod、栄光と訳される）
第8のセフィラ。数字は8、色は橙色、金属は水銀、惑星は水星を象徴する。神名はエロヒム・ツァバオト。守護天使はラファエル。
イェソド（Yesod、基礎と訳される）
第9のセフィラ。アストラル界を表す。数字は9、色は紫、金属は銀、惑星は月（月も惑星と見なす）を象徴する。裸の男性で表される。神名はシャダイ・エル・カイ。守護天使はガブリエル。
マルクト（Malkuth、王国と訳される）
第10のセフィラ。物質的世界を表す。数字は10、色はレモン色・オリーブ色・小豆色・黒の四色、宝石は水晶、惑星は地球を象徴する。王座に座った若い女性で表される。神名はアドナイ・メレク。守護天使はサンダルフォンとされるが、シェキナ（メタトロンと対をなす神の女性的顕現）であるとする意見もある。
ダアト（Da'at、知識と訳される）
「知恵」と「理解」が結びつく場所に「知識」が隠されていることから考えられた。本来はセフィラではないが、隠されたセフィラであるという説、または他のセフィラの完全体・共有体という説もある。ダートと表記されることもある。
惑星は冥王星を象徴する。他のセフィラとは異なる次元の存在であり、至高の三角とその下位存在を隔てている深淵（アビス）にあるものとされる。隠された意味は悟り、気づき、神が普遍的な物に隠し賢い者は試練として見つけようとした「神の真意」という意味である。2006年に冥王星が惑星から準惑星に区分されたことは、ダアトとの照応の合理性を示したものとして受け止められている。

### 二十二本の小径（パス）
右に記載しているのは、対応する大アルカナ。
- アレフ （ケテル → コクマー）愚者
- ベート （ケテル → ビナー）魔術師
- ギーメル （ケテル → ティファレト）女教皇
- ダレット （コクマー → ビナー）女帝
- ヘー （コクマー → ティファレト）皇帝
- ヴァヴ （コクマー → ケセド）教皇
- ザイン （ビナー → ティファレト）恋人
- ヘット （ビナー → ゲブラー）戦車
- テット （ケセド → ゲブラー）力
- ヨッド （ケセド → ティファレト）隠者
- カフ （ケセド → ネツァク）運命の輪
- ラメド （ゲブラー → ティファレト）正義
- メム （ゲブラー → ホド）吊された男
- ヌン （ティファレト → ネツァク）死神
- サメフ （ティファレト → イェソド）節制
- アイン （ティファレト → ホド）悪魔
- ペー （ネツァク → ホド）塔
- ツァディー （ネツァク → イェソド）星
- コフ （ネツァク → マルクト）月
- レーシュ （ホド → イェソド）太陽
- シン （ホド → マルクト）審判
- タヴ （イェソド → マルクト）世界

### 三つの柱
- ビナー、ゲブラー、ホドからなる左の柱は峻厳の柱と呼ばれる。
- コクマー、ケセド、ネツァクからなる右の柱は慈悲の柱と呼ばれる。
- ケテル、ティファレト、イェソド、マルクトからなる中央の柱は均衡の柱と呼ばれる。

### 三つ組
- ケテル、コクマー、ビナーからなる三角形は至高の三角形と呼ばれる。ロゴスの三角形と呼ばれることもある。
- ケセド、ゲブラー、ティファレトからなる三角形は倫理的三角形と呼ばれる。
- ネツァク、ホド、イェソドからなる三角形は星幽的三角形と呼ばれる。魔術的三角形と呼ばれることもある。

## 関連文献
- イスラエル・リガルディー 著、山章久 訳『世界魔法大全3　柘榴の園』国書刊行会、2002年。ISBN 4-336-04408-2。
- ダイアン・フォーチュン 著、大沼忠弘 訳『神秘のカバラー』国書刊行会、1994年。ISBN 4-336-03625-X。
  - Dion Fortune (1935), The Mystical Qabalah, Williams and Norgate